# Francesco Queirolo

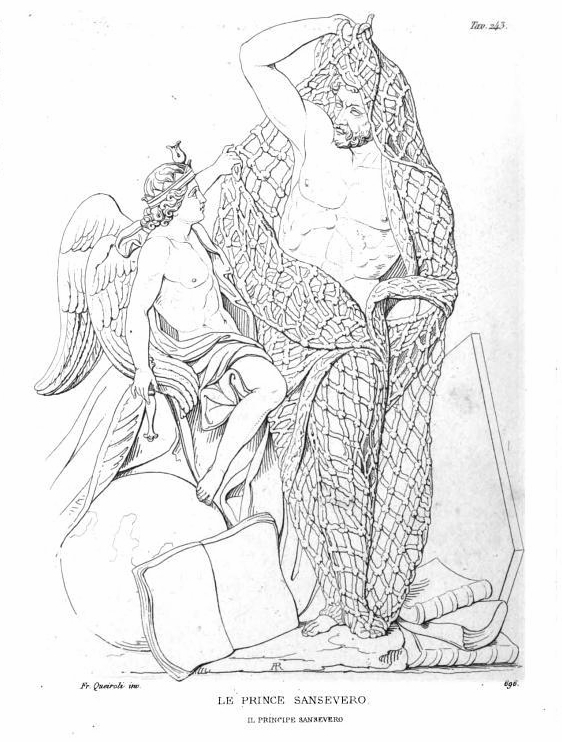
Il Disinganno, cappella Sansevero, Napoli. Incisione.

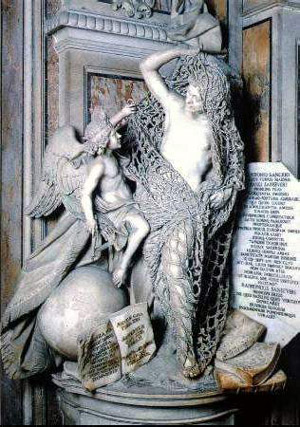
Il Disinganno

Francesco Queirolo (Genova, 1704 – Napoli, 1762) è stato uno scultore italiano.

## Biografia
Dopo una prima formazione nella bottega di Bernardo Schiaffino, Queirolo si recò a Roma dove fu allievo di Giuseppe Rusconi. Qui ebbe su di lui particolare influenza Antonio Corradini, dal quale ereditò la grazia rococò ed apprese lo straordinario virtuosismo tecnico per rendere nel marmo la trasparenza e la morbida pittoricità dei panneggi. A Roma eseguì le statue di San Carlo Borromeo e di San Bernardo sulla facciata di Santa Maria Maggiore, il busto di Cristina di Svezia (del 1740); la statua dell'Autunno sulla Fontana di Trevi (del 1749) e il sepolcro della duchessa Grillo in Sant'Andrea delle Fratte (del 1752).
Dal 1752 a Napoli lavorò soprattutto alla decorazione di quel singolare monumento del simbolismo settecentesco che è la Cappella Sansevero, su commissione di Raimondo di Sangro, dei principi di Sansevero: la sua statua del Disinganno, raffigurato come un uomo che si districa  da una rete che lo avvolge, è un vero capolavoro del trompe-l'œil in scultura. L'opera infatti stupisce per la resa estremamente realistica della rete che pare stendersi morbidamente sulla figura umana ricoprendo parte del volto e del torso, dove il traforo in marmo supera qualsiasi espressione di virtuosismo tecnico raggiunto in epoca rococò.